# 이대순
이대순(1932년 9월 18일~)은 대한민국의 정치인이다. 제11·12대 국회의원을 지냈으며 제35대 체신부장관이었다.

## 역대 선거 결과
|  | 41.27% |

|  | 39.79% |

|  | 29.89% |

| 전임 이한동 | 제4대 민주정의당 원내총무 1987년 7월 14일~1988년 5월 1일 | 후임 김윤환 |